# 魔法门III：幻岛历险记
《魔法门III：幻岛历险记》是由New World Computing制作组开发，于1991年发行，运行于MS-DOS、超級任天堂等平台的一款角色扮演类游戏。它是魔法门系列游戏的第三版，剧情接在《魔法门II：异世界之门》之后。
台灣中文版由智冠改版發行。由於遊戲畫面解析度的限制，因此智冠創造了特製化的字型在遊戲中顯示。同時發行攻略本一本，攻略本內提供作弊碼（Cheat codes），需在遊戲中的特定地圖位置用中文輸入。

## 遊戲內容
- 遊戲的玩法採回合制，當破壞每張地圖的敵方據點時，敵方將不再出現在該地圖，而成為安全區域。
- 剛開始遊戲時，隊伍預設有6隻角色，可到旅館再雇用傭兵2隻。
- 角色可經由打怪獲得經驗值，但是角色提升等級必須要到訓練場去提升。
- 角色如果死亡，必須要到城鎮裡的神殿，花錢去治療。
- 裝備採用多層屬性系統，裝備的種類或是材質當會影響裝備的攻擊力或防禦力。其中最強的材質為黑曜石。
- 遊戲內建銀行，可將遊戲內的金錢存入，隨著遊戲時間累積利息。
- 遊戲中部份的內容提供語音，這對於當時的電腦技術而言是極為罕見的，因為遊戲安裝後的總容量僅4.1MB。

## 外部連結
- 莫比游戏上的《魔法门III：幻岛历险记》（英文）